# День катастрофы (фильм)
«День катастрофы» (англ. Category 6: Day of Destruction) — четырёхчасовой мини-сериал, показанный в Соединённых Штатах двумя частями на телеканале CBS. Первая часть вышла в эфир 14, а вторая — 17 ноября 2004. Позже фильм вышел на DVD 15 февраля 2005 года.
Мини-сериал был успешным для CBS в плане оценок, поскольку стал фильмом с самым высоким рейтингом на канале в течение двух лет, и получил самые высокие оценки по итогам ноябрьской недели опросов, так как первую часть фильма просмотрело 19,4 млн зрителей. Критики были менее благосклонны к фильму и большинство их резко отозвались о фильме за его диалоги, неправдоподобную науку, и бедную игру актёров. Некоторые рецензенты похвалили высокий бюджет фильма для специальных эффектов и считают, что фильм, по крайней мере, «очаровывает». В ноябре 2005 года вышел в эфир четырёхчасовой сиквел «День катастрофы 2» (Category 7: The End of the World), показанный также двумя частями.

## Сюжет
Мини-сериал представляет собой фильм-катастрофу. Действие в основном происходит в Чикаго, где свирепствуют три необычных шторма, подходящие к городу с запада, севера и юга и объединяющиеся над городом, формируя мощный ураган. Одновременно похожие стихийные бедствия происходят в других частях США. Сначала торнадо разрушают Лас-Вегас, затем в Сент-Луисе сносят Арку. В то же время инициированное хакером отключение электроэнергии оставляет без связи журналистов и представители власти пытаются найти причину.

## Выход фильма
«День катастрофы» был выпущен в эфир в США компанией CBS двумя частями в виде четырёхчасового мини-сериала. Первая часть вышла в воскресенье, 14 ноября 2004 года и за ней последовала вторая в среду, 17 ноября 2004 г. Позднее фильм вышел в эфир в Австралии, 12 февраля 2005 года.
Мини-сериал был первым DVD, выпущенным для первого региона компанией CBS Broadcasting Inc. 15 февраля 2005 г. Также, 13 февраля 2005 года компания Lionsgate выпустила его вместе с мини-сериалом-катастрофой «10.5» поставкой 2 фильма в 1 диске.

## Премьера фильма
Мини-сериал был высоко успешным для CBS, его первую часть посмотрело 19,4 миллионов зрителей и он стал лучшим воскресным ночным фильмом канала с самым высоким рейтингом за два года. Вторую часть посмотрело 17 миллионов зрителей, самое большое число зрителей канала в ночь среды за осенний сезон. Вместе обе части помогли каналу занять высшую позицию в ноябрьском рейтинге года sweeps week.